# جون هيس
جون هيس (بالإنجليزية: Jon Hesse)‏ هو لاعب كرة قدم أمريكية أمريكي، ولد في 6 يونيو 1973 في لنكن في الولايات المتحدة.

## وصلات خارجية
- جون هيس على موقع مرجع كرة القدم المحترفة.كوم (الإنجليزية)